# Rush (Pornofilm)
Rush ist ein Pornofilm des Regisseurs Nic Andrews aus dem Jahr 2002, der vom Unternehmen Digital Playground Direct-to-Video produziert wurde. Der Roadmovie wurde am 1. Dezember 2002 auf DVD veröffentlicht.

## Handlung
Der entflohene Sträfling Carter ist auf der Suche nach einer Million US-Dollar, die er vor seinem Gefängnisaufenthalt in der Wüste vergraben hat. Carter fährt durch die Wüste Kaliforniens und wird von Polizisten und Gangstern verfolgt. Unterwegs trifft er auf Cindy, die von ihrem Boss vernascht wird, während Carter auf seine Wagenschlüssel wartet. Im Pink Motel hat Carter Sex mit einer Prostituierten namens Sera, die sich seiner Suche anschließt. Nach dem Sex werden sie von zwei Gangstern verfolgt, was die beiden zur gemeinsamen Flucht veranlasst. An der nächsten Tankstelle befriedigt Sera den Besitzer oral und Carter erschießt ihn danach. Des Weiteren beobachtet Sera zwei Lesben (Darstellerinnen: Avy Scott und Jezebelle Bond), die sich im Swimmingpool eines Motels vergnügen. Nach einem weiteren gemeinsamen Schäferstündchen mit Carter in der Wüste endet die Geschichte für das junge Paar mit einer Autoverfolgungsjagd.

## Hintergrund
- Der Film enthält Dialog-Zitate aus bekannten Hollywood-Filmen wie z. B. King of New York oder Leaving Las Vegas.
- Der Film wurde im so genannten 'Mini-35-mm'-Format gedreht, bei dem man eine Digital-Videokamera mit 35-mm-Filmobjektiven ausrüstet.
- Nic Andrews gilt als einer der wenigen Regisseure in der Pornobranche, der fast Hollywood-ähnliche Spielfilme in Bezug auf Handlung, Kamera und Effekte dreht. In seiner Zeit als Regisseur für Digital Playground drehte er auch die Spielfilm-Pornos Stripped (mit Devon und Barrett Blade), No Limits (mit Devon, Jesse Jane und Jessica Drake) einer Anlehnung an den Hollywood-Film The Game, sowie Loaded (mit Jesse Jane).